# 추자현
추자현(본명: 추은주, 1979년 1월 20일~)은 대한민국의 배우이다.

## 생애
1996년 SBS 드라마 《성장느낌 18세》로 데뷔했고, 그 후 중국으로 진출하여 2011년 후난위성 TV의 《회가적 유혹》에 출연했다. 2011년 중국에서 한복 누드를 찍어 많은 화제를 모았다. 
2012년 중국 드라마 '마랄여우적행복시광'에 중국 배우 우효광(위샤오광)과 함께 출연하면서 연인으로 발전, 2016년 9월 연인 관계임을 알렸다. 2017년 1월 18일에 배우 우효광과 혼인신고를 했다. 2019년 6월 1일 혼인 신고 한지 2년만에 아들 바다가 돌을 맞이해 돌잔치 겸 결혼식을 올렸다.

## 학력
- 대구인지초등학교(졸업)
- 개봉중학교(졸업)
- 구일고등학교(졸업)
- 단국대학교(연극영화학/학사)

## 연기 활동

### 드라마
- 1996년 SBS 청소년드라마 《성장느낌 18세》
- 1996년 KBS1 청소년드라마 《신세대 보고 어른들은 몰라요 - 48회.가위손》
- 1997년 SBS 일일시트콤 《미스 & 미스터》
- 1997년 SBS 단막극 《70분 드라마 - 그들이 만났을 때》 ... 윤서 역
- 1997년 SBS 토요시트콤 《뉴욕스토리》
- 1998년 MBC 아침드라마 《맏이》 ... 윤소원 역
- 1998년 MBC 일일시트콤 《남자셋 여자셋》 ... 김혜정 역
- 1998년 MBC 코미디드라마 《여자 대 여자》 ... 한영애 역
- 1998년 MBC 농촌드라마 《전원일기》
- 1999년 SBS 일요드라마 《카이스트》 ... 추자현 역
- 1999년 SBS 주간시트콤 《LA아리랑》
- 1999년 KBS2 청춘드라마 《광끼》
- 1999년 MBC 월화드라마 《마지막 전쟁》
- 2000년 SBS 월화드라마 《사랑의 전설》 ... 최경진 역
- 2000년 MBC 일일연속극 《당신 때문에》 ... 안수은 역
- 2000년 KBS2 주말시트콤 《사랑의 유람선》
- 2000년 MBC 단막극 《베스트극장 - 죽기 위해 사는 남자》 ... 수정 역
- 2001년 SBS 단막극 《오픈드라마 남과 여 - 매일 벗는 남자》 ... 은경 역
- 2001년 SBS 단막극 《오픈드라마 남과 여 - 산타 아빠》 ... 민숙 역
- 2001년 SBS 아침드라마 《외출》 ... 김난영 역
- 2002년 SBS 미니시리즈 《명랑소녀 성공기》 ... 송보배 역
- 2002년 SBS 단막극 《오픈드라마 남과 여 - 뻐꾸기 둥지 위로 날아간 제비》 ... 미란 역
- 2002년 SBS 일일연속극 《해 뜨는 집》 ... 정미희 역
- 2003년 SBS 일일시트콤 《압구정 종갓집》 ... 첫째 딸, 백자현 역
- 2003년 KBS2 청소년드라마 《성장드라마 반올림#1》 ... 옥림 나레이션 역
- 2004년 KBS2 월화드라마 《오! 필승 봉순영》 ... 허송자 역
- 2010년 MBC 주말특별기획 《신이라 불리운 사나이》 ... 서미수 / 최강희 역
- 2019년 JTBC 금토드라마 《아름다운 세상》 ... 강인하 역
- 2019년 tvN 토일드라마 《아스달 연대기》 ... 아사혼 역 (특별출연)
- 2020년 tvN 월화드라마 《(아는 건 별로 없지만) 가족입니다》 ... 김은주 역
- 2022년 JTBC 수목드라마 《그린마더스 클럽》 ... 변춘희 역
- 2022년 tvN 토일드라마 《작은 아씨들》 ... 진화영 역 (특별출연)
- 2022년 Netflix 오리지널 드라마 《수리남》 ... 박혜진 역 (특별출연)
- 2025년 Disney+ 오리지널 드라마 《트리거》 ... 조해원 역 (특별출연)
- 2025년 tvN 월화드라마 《견우와 선녀》 ... 염화 역

### 영화
- 1996년 《박봉곤 가출 사건》 ... 혜수 역
- 2005년 《이대로, 죽을 순 없다》 ... 양정애 역
- 2006년 《사생결단》 ... 지영 역
- 2008년 《미인도》 ... 설화 역
- 2009년 《실종》 ... 현정 역
- 2010년 《식객: 김치전쟁》 ... 성찬 모 역(우정출연)
- 2010년 《참을 수 없는》 ... 지흔 역
- 2011년 《환상극장》 ... 이서현 역
- 2024년 《당신이 잠든 사이》 ... 윤덕희 역

### 중화권 드라마
- 《사랑의 향기 戀香》(2003년, 대만 TTV)
- 《대기영웅전 大旗英雄傳》(2005, 중국) ... 수령광 역
- 《초류향전기 楚留香傳奇》(2005, 중국) ... 석관음 역
- 《양애화작진주우 讓愛化作珍珠雨》(2007, 중국)
- 《회가적유혹 回家的誘惑》(2011, 중국)
- 《신오룡산초비기 新烏龍山剿匪記》(2011, 중국)
- 《호선 狐仙》(2011, 중국) ... 섭소천 역
- 《목부풍운 木府风云》(2012, 중국) ... 아륵구 역
- 《무악전기 舞乐传奇》(2013, 중국) ... 야사라 역
- 《장안삼괴탐 长安三怪探》(2014, 중국) ... 위약소 역
- 《수수적남인 秀秀的男人》(2014, 중국) ... 엽수수 역
- 《남교기공영웅전 南侨机工英雄传》(2014, 중국) ... 욱란정/욱설청 역
- 《최후일전 最后一战》(2015, 중국) ... 심검옥 역
- 《연상흑천사 恋上黑天使》(2015, 중국) ... 예만링 역
- 《행복재일기 幸福在一起》(2016, 중국) ... 고진진 역
- 《화려한 오피스족 華麗上班族》(2016, 중국)

## 수상 경력
- 2006년 제43회 대종상 신인여우상 영화 《사생결단》
- 2006년 제5회 대한민국 영화대상 신인여우상
- 2006년 제5회 대한민국 영화대상 여우조연상
- 2006년 제7회 부산영화평론가협회상 여우조연상
- 2006년 제9회 디렉터스 컷 시상식 올해의 신인 연기자상 《사생결단》
- 2009년 11월 제17회 대한민국문화연예대상 영화부문 여자 우수상
- 2012년 CCTV 중국드라마 연도 스타성전 국제합작상
- 2013년 11월 제2회 에이판 스타 어워즈 공로상
- 2015년 9월 제10회 서울드라마어워즈 망고TV인기상
- 2015년 12월 제4회 스타의밤 대한민국톱스타상 대한민국을 빛낸 인기스타상
- 2017년 SBS 연예대상 올해의 핫스타상 《동상이몽 2 - 너는 내 운명》

## 홍보대사
- 2018년 1월 대한사회복지회 홍보대사 위촉